# Lazar Nikolov
Lazar Kostov Nikolov (en bulgare : Лазар Костов Николов) (Bourgas, 26 août 1922 - Sofia, 7 février 2005) est un compositeur et pédagogue bulgare. Il est l'un des compositeurs les plus influents de la seconde moitié du XXe siècle en Bulgarie.

## Biographie
Nikolov étudie le piano et la composition à l'Académie nationale de musique de Sofia auprès de Dimitar Nenov (1946) et Pantcho Vladiguerov (1947). Il travaille pour la radio bulgare, et enseigne à l'Académie nationale de musique de Sofia (1957), puis à l'Académie de musique d’État de Sofia (1961).
Dans les années 1960, il participe à des festivals de musique contemporaine tels que le festival « Automne de Varsovie », la biennale de Berlin, la biennale de Zagreb ou le festival de Witten (de). Ses compositions sont jouées en Europe, aux États-Unis, en Russie, et enregistrées pour des radios bulgares et étrangères.
Il est secrétaire (1965-1969) puis président (1994-1999) de l'Union des compositeurs bulgares.
Son œuvre comporte deux opéras, deux oratorios, six symphonies, trois concertos, 25 sonates, des œuvres chorales, de la musique de chambre et symphonique, et des compositions pour le théâtre et le cinéma.

## Distinctions
- 1992 : médaille de l'Académie Internationale des Beaux-Arts pour l'ensemble de son œuvre et pour sa contribution au développement de la musique contemporaine.
- 1997 : titre de Docteur honoris causa de l'Académie de musique et de danse de Plovdiv.
- 2002 : titre de Docteur honoris causa de l'Académie d’État de musique de Sofia.

## Sources
- (de) Cet article est partiellement ou en totalité issu de l’article de Wikipédia en allemand intitulé « Lasar Nikolow » (voir la liste des auteurs).

- (bg) Cet article est partiellement ou en totalité issu de l’article de Wikipédia en bulgare intitulé « Лазар Николов » (voir la liste des auteurs).
- (en) Lazar Nikolov sur le site Union of the bulgarian composers
- Notices d'autorité :   - VIAF
  - ISNI
  - BnF (données)
  - LCCN
  - GND
  - Pays-Bas
  - Pologne
  - NUKAT
  - Tchéquie
  - Lettonie
  - WorldCat
- Ressources relatives à la musique :   - Grove Music Online
  - Muziekweb
  - Operone
- Ressource relative à l'audiovisuel :   - IMDb
- Notice dans un dictionnaire ou une encyclopédie généraliste :   - Internetowa encyklopedia PWN